# بهمن مفيد
بهمن مفيد (15 أغسطس 1942 - 16 أغسطس 2020)، هو ممثل وموسيقي ومغني إيراني، ولد ومات في العاصمة طهران، وهو شقيق الكاتب الإيراني بيجان مفيد. 

## من أعماله
- قيصر (فيلم إيراني)

## وصلات خارجية
- بهمن مفيد على موقع IMDb (الإنجليزية)
- بهمن مفيد على موقع قاعدة بيانات الفيلم (الإنجليزية)

- بهمن مفيد في قاعدة بيانات الأفلام على الإنترنت